# 요코하마 마조묘

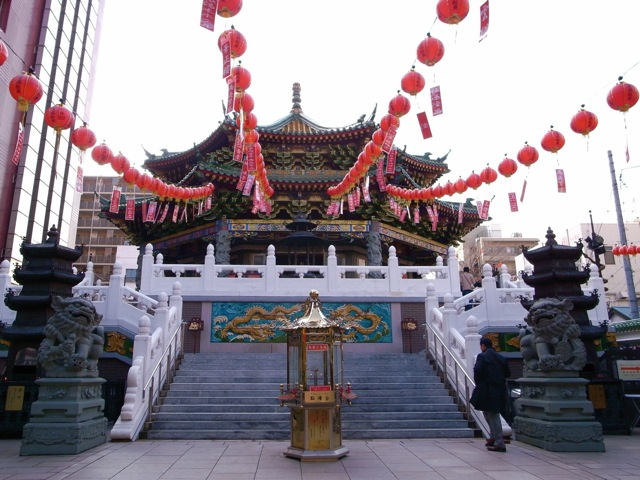

요코하마 마조묘(横濱媽祖廟, 요코하마 마소뵤)는 일본 요코하마시에 위치한 중국 여신 마조의 사원이다. 2006년 3월 17일에 오픈했다. 요코하마 중화가에 위치해 있다.

## 같이 보기
- 천리안